# Il'ja Dragunov
Il'ja Rukober, meglio conosciuto con il ring name Il'ja Dragunov (in russo Илья Драгунов?; Mosca, 10 ottobre 1993), è un wrestler russo con cittadinanza tedesca sotto contratto con la WWE.
In carriera ha vinto una volta l'NXT Championship.

## Biografia
Nato nel 1993 a Mosca, dieci anni dopo si è trasferito in Germania con la sua famiglia.

## Carriera

### Circuito indipendente (2013–2018)
Ilja Dragunov si è esibito in varie compagnie europee, tra cui la famosa WXW, dove ha anche combattuto uno dei suoi più grandi rivali, Gunther, allora noto come Big Daddy Walter.

### WWE (2018–presente)

#### NXT UK(2018–2022)
Nel novembre del 2018 la WWE annunciò di aver messo sotto contratto Rukober, assegnandolo d'ufficio al roster di NXT UK. Nella puntata di NXT UK del 15 maggio Rukober, assunto il ring name Il'ja Dragunov, sconfisse facilmente Jack Starz. Inizia così una lunga serie di vittorie, sconfiggendo atleti come Joseph Conners e Ashton Smith, ma tale striscia vincente venne fermata il 15 agosto quando venne sconfitto da Kassius Ohno. Il 31 agosto, a NXT UK TakeOver: Cardiff, rispose alla Open Challenge di Cesaro (appartenente al roster di Raw) venendo sconfitto. Successivamente, sembrò unirsi all'Imperium, la stable del suo ex-maestro Alexander Wolfe, ma in seguito si alleò con il Gallus sconfiggendo Giovanni Vinci, Ludwig Kaiser e lo stesso Wolfe per count-out nella puntata di NXT UK del 28 novembre. Nella puntata di NXT UK del 2 gennaio sconfisse poi Wolfe in un No Disqualification match. Il 25 gennaio, a Worlds Collide, venne sconfitto da Finn Bálor. Nella puntata di NXT UK del 2 aprile vinse una 20-man Battle Royal eliminando per ultimo Tyler Bate e diventando il contendente n°1 all'NXT United Kingdom Championship di Walter. Nella puntata di NXT UK del 29 ottobre affrontò Walter per l'NXT United Kingdom Championship, ma venne sconfitto. Il 22 agosto, a NXT TakeOver: 36, trionfò su Walter conquistando l'NXT United Kingdom Championship per la prima volta. Nella puntata di NXT UK del 14 ottobre mantenne il titolo contro A-Kid. Il 2 dicembre, ad NXT UK, conservò il titolo del Regno Unito contro Rampage Brown. Successivamente, il 3 marzo, mantenne la cintura contro Nathan Frazer ad NXT UK. Nella puntata di NXT UK del 7 aprile superò con successo Roderick Strong conservando il titolo del Regno Unito. Il 12 maggio difese il titolo anche contro Jordan Devlin e, come da stipulazione valida per lo sconfitto, quest'ultimo dovette lasciare NXT UK. Il 7 luglio, tuttavia, dovette rendere vacante il titolo a causa di un infortunio dopo 319 giorni di regno (in onda il 4 agosto 2022). Nella puntata di NXT UK andata in onda il 28 luglio difese il titolo anche contro Wolfgang.

#### NXT(2022–2024)
Con la chiusura di NXT UK nel settembre del 2022, fece il suo ritorno nonché debutto ad NXT nella puntata del 20 settembre interrompendo il confronto tra l'NXT Champion Bron Breakker e JD McDonagh. Combatté il suo primo match ad NXT il 27 settembre sconfiggendo Xyon Quinn. Il 22 ottobre, ad NXT Halloween Havoc, prese parte ad un Triple Threat match per l'NXT Championship insieme al campione Bron Breakker e JD McDonagh, ma l'incontro venne vinto da Breakker. Il 1º aprile, a NXT Stand & Deliver, partecipò ad un Fatal 5-way match per l'NXT North American Championship che comprendeva anche il campione Wes Lee, Axiom, Dragon Lee e JD McDonagh, ma il match venne vinto da Wes. Il 28 maggio, ad NXT Battleground, sconfisse Dijak in un Last man standing match.
Il 13 giugno, ad NXT, venne sconfitto da Baron Corbin, il quale divenne il nuovo sfidante all'NXT Championship di Carmelo Hayes. L'11 luglio, durante la puntata di NXT, sconfisse Bron Breakker riuscendo a diventare il nuovo sfidante di Carmelo Hayes per il titolo di NXT. Il 30 luglio, a NXT The Great American Bash, affrontò Carmelo Hayes per l'NXT Championship, ma venne sconfitto. Sconfisse poi Wes Lee il 12 settembre, ad NXT, stabilendosi come nuovo sfidante di Hayes per il titolo di NXT. Il 30 settembre, a NXT No Mercy, sconfisse Carmelo Hayes vincendo l'NXT Championship per la prima volta. Nella puntata di NXT del 10 ottobre difese la cintura contro Dominik Mysterio in un match arbitrato da LA Knight. Nella puntata speciale NXT Halloween Havoc del 31 ottobre conservò il titolo contro Carmelo Hayes grazie all'apparizione di Trick Williams. Il 9 dicembre, ad NXT Deadline, difese la cintura contro Baron Corbin. Il 4 febbraio, ad NXT Vengeance Day, conservò la cintura contro Trick Williams. Il 6 aprile a NXT Stand & Deliver 2024, riuscì a difendere il suo titolo dall'assalto di Tony D'Angelo. Perse la cintura il successivo 24 aprile nella puntata speciale di NXT Spring Breaking' dove venne sconfitto da Trick Williams.

#### Raw(2024–presente)
Il 29 aprile 2024 per effetto del draft fu trasferito nel roster di Raw. Partecipa al torneo King of the Ring, dove sconfigge al primo round Ricochet, ma perde nei quarti di finale contro Jey Uso. Nella puntata di Raw del 15 luglio ha sfidato Sami Zayn con in palio l'WWE Intercontinental Championship, ma il match è finito in no-contest dopo l'interferenza di Bron Breakker. Nella puntata di Raw del 9 settembre prende parte al fatal four way match contro Jey Uso, Pete Dunne e Braun Strowman, con premio un match per l'Intercontinental Championship di Bron Breakker, ma a vincere è Jey, che schiena Dragunov. Il 28 settembre, in un evento non televisivo, durante un match contro Gunther, Dragunov subisce un brutto infortunio.

## Personaggio

### Mosse finali
- Grüße aus Moskau (Lariat)[22]
- H-Bomb (Falling Forearm)[22]
- Torpedo Moscow (Running headbutt)[22]

### Soprannomi
- Mad Dragon
- Unbesiegbar

## Titoli e riconoscimenti
- CBS Sports
  - Match of the Year (2020) – vs. Walter

- Next Step Wrestling
  - NSW European Championship (2)

- Pro Wrestling Illustrated
  - 72º tra i 500 migliori wrestler singoli nella PWI 500 (2022)
  - 30º tra i 500 migliori wrestler singoli nella PWI 500 (2024)[23]

- Westside Xtreme Wrestling
  - wXw World Tag Team Championship (3) – con Dirty Dragan (1), Robert Dreissker (1) e Walter (1)
  - wXw Shotgun Championship (2)
  - wXw Unified World Wrestling Championship (1)

- WWE
  - NXT Championship (1)
  - NXT United Kingdom Championship (1)